# Kinga Rokicka
Kinga Rokicka (ur. 2 lutego 1982 w Chełmnie) - aktorka polska.
Ukończyła VII Liceum Ogólnokształcące im. Janusza Kusocińskiego w Bydgoszczy oraz Państwową Szkołę Muzyczną im. Artura Rubinsteina w klasie klarnetu oraz fortepianu w Bydgoszczy. Aktorka, absolwentka Szkoły Aktorskiej Haliny i Jana Machulskich w Warszawie, zadebiutowała w 2003 rolą Pani w sztuce Świeczka zgasła Aleksandra Fredry w reżyserii Jana Machulskiego w Bydgoszczy.